# Bergères-sous-Montmirail
Bergères-sous-Montmirail település Franciaországban, Marne megyében. Lakosainak száma 145 fő (2022. január 1.). Bergères-sous-Montmirail Vauchamps, Boissy-le-Repos, Le Gault-Soigny és Montmirail (Marne) községekkel határos.

## Népesség
A település népességének változása:
| Lakosok száma | 162  | 133  | 123  | 141  | 127  | 121  | 123  | 135  | 138  | 145  |
|               | 1968 | 1982 | 1990 | 2006 | 2013 | 2015 | 2017 | 2019 | 2020 | 2022 |